# С пагоните на дявола
„С пагоните на дявола“ е български 5-сериен телевизионен игрален филм (приключенски) от 1967 година на режисьора Неделчо Чернев, по сценарий на Костадин Кюлюмов и Евгени Константинов. Оператор е Георги Карайорданов. Музиката във филма е композирана от Петър Ступел. Художник е Констатин Русаков, а редактор Никола Петров.
По романа „Майорът от SS“ на Борис Недялков.
Филмът е посветен на 50-годишнината на ВОСР.

## Серии
- 1. серия – „Беглецът“ – 47 минути
- 2. серия – „Секретарката на генерала“ – 35 минути
- 3. серия – „Майорът от SS“ – 46 минути
- 4. серия – „Момчетата на господин Кристиян“ – 50 минути
- 5. серия – „На лов за канарчета“ – 43 минути [1].

## Актьорски състав
| Изпълнител                                   | Роля |
| -------------------------------------------- | --- |
| Димитър Буйнозов                             | майор Асен Венков Ганев/бивш майор от SS Норман Кунц (в 5 серии: I, II, III, IV, V)                             |
| Михаил Михайлов (като Мишо Михайлов)         | Кристиян/генерал Феодоров, съветски разузнавач (в 4 серии: I, II, IV, V)                                        |
| Ани Бакалова                                 | Анна Зюдерман, секретарката на генерал Клауст/ Наташа, съпруга на Степан Краснов (в 5 серии: I, II, III, IV, V) |
| Никола Анастасов                             | Жано /Йохан Довек, помощник на Фридрих Бьоле (в 3 серии: I, IV, V)                                              |
| Пламен Чаров                                 | генерал Клауст, шеф на немското разузнаване (в 4 серии: I, II, III, V)                                          |
| Иван Кондов                                  | полковник Дитрих, шеф на Гестапо (в 5 серии: I, II, III, IV, V)                                                 |
| Константин Димчев (като Костадин Димчев)     | очилатият майор (в 3 серии: I, II, IV)                                                                          |
| Стефан Гъдуларов                             | полковник Крумов (в 3 серии: I, II, IV)                                                                         |
| Рачко Ябанджиев                              | следователят (в 3 серии: I, III, IV)                                                                            |
| Георги Георгиев – Гец (като Георги Георгиев) | Пешо, мустакатият (в 1 серия: I)                                                                                |
| Сотир Майноловски                            | Мартинката (в 1 серия: I)                                                                                       |
| Любомир Кабакчиев                            | Фридрих Бьоле, майор от SS/ Степан Краснов, съветски разузнавач (в 3 серии: II, III, V)                         |
| Стефан Петров                                | професор Цанков, министър-председателят (в 2 серии: II, IV)                                                     |
| Виктор Георгиев                              | руският генерал Ковальов (в 1 серия: II)                                                                        |
| Петър Чернев                                 | следователят Калинов/ Карл Швериге, помощник на Фридрих Бьоле (в 4 серии: II, III, IV, V)                       |
| Иван Джамбазов                               | Шмельов (в 1 серия: II)                                                                                         |
| Цветана Островска                            | непознатата (в 1 серия: III)                                                                                    |
| Божидар Лечев                                | провокаторът (в 1 серия: III)                                                                                   |
| Лили Попиванова                              | кръчмарката (в 1 серия: IV)                                                                                     |
| Емил Стефанов                                | пилот (в 1 серия: IV)                                                                                           |
| Ганчо Ганчев                                 | агент (не е посочен в надписите на филма)                                                                       |
| Любомир Димитров                             | Джим (не е посочен в надписите на филма)                                                                        |